# Cantó d'Évian-les-Bains
El cantó d'Évian-les-Bains és un cantó del departament francès de l'Alta Savoia, a la regió d'Alvèrnia-Roine-Alps. Està inscrit al districte de Thonon-les-Bains, té 15 municipis i el cap cantonal és Évian-les-Bains.

## Municipis
- Bernex
- Champanges
- Évian-les-Bains
- Féternes
- Larringes
- Lugrin
- Maxilly-sur-Léman
- Meillerie
- Neuvecelle
- Novel
- Publier
- Saint-Gingolph
- Saint-Paul-en-Chablais
- Thollon-les-Mémises
- Vinzier

## Història
| Data d'elecció                           | Identitat      | Partit                                  | Qualitat |
| ---------------------------------------- | -------------- | --------------------------------------- | -------- |
| 1945-1951                                | Eugène Boujon  | SFIO                                    |          |
| 1951-1964                                | M. Favre       | MRP                                     |          |
| 1964-1982                                | Jean Combet    | SFIO, després PS, després divers gauche |          |
| 1982-2003                                | Marc Francina  | RPR, després divers droite              |          |
| 2003-2008                                | Louis Duret    | UMP                                     |          |
| 2008-                                    | Gaston Lacroix | Divers gauche                           |          |
| les dades anteriors no són pas conegudes |                |                                         |          |
|                                          |                |                                         |          |